# Ángel Sala
Ángel Sala (Barcelona, 1964) es un escritor, guionista y crítico de cine español, especialmente conocido por ser desde 2001 el director del Festival Internacional de Cine de Sitges que se celebra anualmente en la ciudad catalana.

## Biografía
Licenciado en Derecho, desarrolla además su labor como crítico de cine en revistas españolas especializadas como Scifiworld Magazine, y en las secciones de cine de algunos diarios como El Periódico de Catalunya. Ha escrito varios libros, todos ensayos sobre cine.
En octubre de 2005 presentó su libro titulado Tiburón ¡Vas a necesitar un barco más grande! El filme que cambió Hollywood. Según este, el libro es una búsqueda de la fuente de la fascinación que nació en diciembre de 1975, cuando Sala vio por vez primera la película Tiburón, en el teatro de Fleta de Zaragoza, de cómo surgió el filme, lo que ha significado y el puesto que ocupa treinta años más tarde, después de haber cambiado para siempre las normas artísticas y comerciales de Hollywood.
Tras la proyección de la película A serbian film (Una película serbia) en la edición de 2010 del Festival de Sitges, la Asociación de Defensa del Menor presentó una denuncia ante fiscalía al considerar que algunas escenas de la película incluían sexo con menores. Ante el fiscal Ángel Sala declaró no haber visto la película y desconocer las escenas polémicas, pero en su investigación, los fiscales concluyeron que sí la había visto. Así finalmente se presentó la denuncia y en marzo de 2011 fue imputado por un juzgado de Villanueva y Geltrú por un delito de exhibición de pornografía infantil penado en el artículo 189.7 del Código Penal. Sala compareció en los juzgados el 4 de mayo, y frente a las acusaciones, aportó el making of de la película que se incluye en el DVD de la misma, donde, a su juicio, se puede ver el rodaje,y se observó que en las escenas se usaron muñecos y no menores, como se le denunciaba.
La película sólo se había proyectado en una ocasión en el festival, a media noche, y se advirtió de la dureza de su contenido. Semanas después fue prohibida su exhibición por un juez en la Semana de Cine Fantástico y de Terror de San Sebastián. Paradójicamente, la cinta había sido galardonada en varios festivales, entre otros en el Festival de cine Fantasporto en Oporto, Portugal,
 y en ningún país del mundo, de los casi 40 en los que se había proyectado, tuvo problema alguno salvo en España.
Varios directores de festivales de cine de España divulgaron una carta de apoyo a Sala, mostrando extrañeza por la imputación. Entre ellos estaban los de Sevilla, San Sebastián, Valladolid, Málaga, Pamplona, Huelva y Granada, entre otros.
La revista Scifiworld publicó una lista con sus 50 mejores películas de género fantástico.[cita requerida]

## Inspiración en Tiburón
La frase del afrikáans que los pescadores de Sudáfrica gritan cuando un tiburón blanco ha picado el anzuelo, Haai op die aas, le sirvió a Sala en la presentación de su libro Tiburón ¡Vas a necesitar un barco más grande! El filme que cambió Hollywood.
El 19 de diciembre de 1975, con apenas once años edad, Ángel Sala vio la película en el Teatro Fleta de Zaragoza. Tiburón fue una de las primeras películas que le dejó huella, al penetrar en sus pesadillas y arruinar su Navidad, sobre todo después de ver la escena en la que aparece la cabeza seccionada de Ben Gardner (Craig Kingsbury). Le mostró todo lo que no quería ver en una pantalla.
Sin embargo, pese al terror que le produjo, la fascinación surgió a la semana siguiente, el 26 de diciembre de 1975, con el deseo de volver a ver la película. La escena que tanto terror le daba no la vio hasta comprar definitivamente la película.
Así es como escribió la obra, basada en la búsqueda de la fuente de la fascinación de la película, de cómo surgió, lo que ha significado y el puesto que ocupó en el trigésimo aniversario después de haber cambiado las normas artísticas y comerciales de Hollywood.

## Filmografía

### Televisión
| Series de televisión | Series de televisión | Series de televisión | Series de televisión |
| Año                  | Título               | Papel                | Notas                |
| -------------------- | -------------------- | -------------------- | -------------------- |
| 2011-2015            | Días de cine         | Él mismo             | 7 episodios          |
| 2015                 | Àrtic                | Él mismo             | Un episodio          |
| 2009-2014            | Cinema 3             | Él mismo             | 3 episodios          |
| 2009-2011            | Sala 33              | Él mismo             | 4 episodios          |
| 2011                 | Visionado obligado   | Él mismo             | Un episodio          |
| 2010                 | Continuarà...        | Él mismo             | Un episodio          |
| 2010                 | Miradas 2            | Él mismo             | Un episodio          |
| 2009-2010            | Ànima                | Él mismo             | 2 episodios          |
| 2008                 | Èxit                 | Él mismo             | Un episodio          |
| 2007                 | Cartelera            | Él mismo             | Un episodio          |

### Cortometrajes
| Cortometrajes | Cortometrajes                                         | Cortometrajes | Cortometrajes |
| Año           | Título                                                | Papel         |               |
| ------------- | ----------------------------------------------------- | ------------- | ------------- |
| 2011          | The Pain in Spain: A History of Horror in Hot Weather | Él mismo      |               |

### Documental
| Documentales | Documentales                            | Documentales | Documentales |
| Año          | Título                                  | Papel        |              |
| ------------ | --------------------------------------- | ------------ | ------------ |
| 2018         | Los albores del Kaiju Eiga              |              |              |
| 2015         | Cinema amb denominació d'origen         | Él mismo     |              |
| 2010         | El hombre que vio llorar a Frankenstein | Él mismo     |              |
| 2009         | Deconstruyendo Déjame entrar            | Él mismo     |              |

### Como director
| 2013 | Nunca he estado en Poughkeepsie |

### Como actor
| Películas | Películas                | Películas | Películas |
| Año       | Título                   | Papel     |           |
| --------- | ------------------------ | --------- | --------- |
| 2016      | Herederos de la bestia   | Él mismo  |           |
| 2014      | Killing Floor: Uncovered | Clot      |           |

### Como escritor
| 2005 | Bajo aguas tranquilas |

### Como productor
| 2018 | Country House                              |
| 2017 | La noche después de que mi novia me dejara |

### Como guionista
| 2004 | Rottweiler |